# Presbytis
Presbytis és un gènere de micos del sud-est asiàtic que pertanyen a la subfamília dels colobins. El nom Presbytis significa 'dona vella' en grec.
Es tracta de micos bastant petits i esvelts que tenen una cua ben llarga. Tenen els avantbraços bastant llargs i les mans llargues i petites, amb polzes bastant petits. El musell és bastant petit. La zona dorsal és marró, gris o negrosa, mentre que la regió ventral és més pàl·lida. Algunes espècies tenen clapes més clares al cap o les cuixes.